# 西奥多·麦克利尔
西奥多·麦克利尔（英語：Theodore McLear，1879年6月29日—），美国前男子摔跤运动员，主攻自由式。他曾代表美国参加1904年夏季奥林匹克运动会摔跤比赛，获得男子自由式羽量级银牌。